# Одина (Пермский район)
Одина — деревня в Пермском районе Пермского края. Входит в состав Усть-Качкинского сельского поселения.

## Географическое положение
Расположена примерно в 3,5 км к северо-востоку от административного центра поселения, села Усть-Качка.

## Население
| 2010 |
| ---- |
| 49   |

## Улицы
- Березовая ул.
- Верхисточная ул.
- Журавишная ул.
- Зелениных ул.
- Мысовая ул.
- Одино СНТ.
- Подлесье ул.
- Стретенская ул

## Топографические карты
- Лист карты O-40-64 Краснокамск. Масштаб: 1 : 100 000. Издание 1979 г.